# Giovanni Giacinto Achilli
Pour les articles homonymes, voir Achilli.
 (janvier 2011).
Si vous disposez d'ouvrages ou d'articles de référence ou si vous connaissez des sites web de qualité traitant du thème abordé ici, merci de compléter l'article en donnant les références utiles à sa vérifiabilité et en les liant à la section « Notes et références ».
Giovanni Giacinto Achilli (1802 ou 1803 - vers 1860) est un prêtre catholique italien, déchargé de la prêtrise pour inconduite sexuelle et par la suite devenu un fervent défenseur de la cause protestante évangélique. Il est particulièrement connu pour ses activités en Angleterre et pour le lancement avec succès de poursuites judiciaires, contre John Henry Newman, pour diffamation.

## Biographie
Giovanni Giacinto Achilli nait à Celleno, village près de Viterbe, dans les États pontificaux. Il rejoint l'ordre des Dominicains en 1819 et est ordonné prêtre en 1825. Il s'ensuit une séquence d'actions en justice et de sanctions disciplinaires, en grande partie provenant de son inconduite sexuelle, y compris le viol présumé d'une fillette de 15 ans à Naples en 1840.
Le 16 juin 1841, l'Inquisition romaine perd patience et suspend définitivement Achilli de ses fonctions sacerdotales, le condamnant à une pénitence de trois ans dans un monastère à courte distance de San Nazzaro.
En 1842, Achilli fuit pour Corfou, alors sous protectorat britannique, et demande l'asile politique au motif qu'il était un cavaliere, s'était converti au protestantisme, et qu'il s'était échappé de la forteresse d'Ancône.
Après s'être établi à Malte en 1846, ouvrant une église italienne, il se rend à Londres en mai 1847. Le comité de l'Ordre protestant de Saint Julian, à Malte, le nomma alors professeur avec une mission spéciale de répandre le protestantisme en Italie. Cependant, pendant son absence de Malte, deux de ses collègues pasteurs sont accusés de "fornication" et il est en outre allégué que Achilli les aurait encouragé dans leur inconduite. Achilli retourne à Malte, en décembre, mais est rejeté par le comité de Londres, avec ses coaccusés, en mai 1848.
Les partisans évangéliques d'Achilli le ramènent alors en Angleterre et l'établissent dans une chapelle italienne, sous l'égide de l'Alliance Evangélique. Une série de brochures antagonistes s'établissent entre les évangéliques et l'éminent catholique anglais Wiseman, tour à tour pour défendre et attaquer Achilli. En attendant, Achilli est accusé d'avoir violé ou agressé quatre de ses domestiques et une femme encore jeune. En 1850, Pie IX rétablit la hiérarchie de l'Église catholique en Angleterre et au Pays de Galles et galvanise les tensions religieuses. John Henry Newman se fit l'echo des allégations du cardinal Nicholas Wiseman sur son immoralité sexuelle. En novembre 1851, Achilli jure un affidavit niant les allégations faites contre lui. Cela lui permet d'engager des poursuites pénales pour le délit de droit commun de libelle diffamatoire contre Newman, plutôt que d'une simple action civile pour les dommages.
Newman a envoyé une députation à l'étranger pour recueillir des preuves. Celle-ci est revenue avec certaines des victimes d'Achilli d'Italie et de Malte, prêtes à donner des preuves. Toutefois, le juge qui présidait, John Campbell, a refusé le témoignage des témoins et aurait alimenté les préjugés du jury contre Newman. Cependant, le juge Campbell a été le premier juge à admettre un document de l'Inquisition romaine comme preuve devant un tribunal anglais.
Newman a été reconnu coupable de diffamation le 25 juin 1852. On a constaté qu'il n'avait pas réussi à justifier 22 des 23 chefs d'accusation. Le 31 janvier 1853, il a été condamné à une amende de 100 Livres sterling. Ses 12 000 £ de frais juridiques (équivalents en 2003 à 1 million de livres Sterling) ont été pris en charge par une souscription internationale publique parmi les catholiques.
L'issue du procès fut une victoire à la Pyrrhus pour Achilli dont la réputation fut ruinée. Il a voyagé aux États-Unis en 1853 et a travaillé pour l'Union Biblique Américaine sur la traduction du Nouveau Testament en italien. Il a renvoyé sa femme en Italie et, en 1859, il s'est retrouvé devant la Cour, accusé d'adultère avec une certaine Mademoiselle Bogue. En 1860, il a disparu, laissant son fils aîné, âgé de huit ans, aux soins de Mlle Bogue, après avoir laissé une note écrite laissant entendre qu'il avait l'intention de suicider. Les détails de la fin de sa vie sont inconnus.

## Œuvres
- (thèse) Sub Tutela et Auspiciis | Eminentissimi ac Reverendissimi Principis | Antonii Gabrielis | S. R. E. Card. Severoli | Archiepiscopi Episcopi | Viterbiensis et Tuscanensis | Has De Philosophia Universa | Propositiones | in solemnibus Rom. Prov. Ord. Praedicatorum comitiis | publico certamine vindicandas | exponit | Fr. Joannes Hyacinthus Achilli Viterbiensis | ejusdem Ordinis | in coenobio S. M. ad Gradus | Philosophicae Facultatis | auditor | facta cuilibet a tertio contradicendi potestate | Viterbii MDCCCXXI. | Typis Accademiae Ardentium | Praesidum Facultate.
- Dealings With the Inquisition, or Papal Rome, Her Priests and Her Jesuits, With Important Disclosures and it was written by Giacinto Achilli. New York: Harper, 1851. Ripubblicato da Kessinger Pub Co, Rare reprints. Montana, États-Unis, 2007.
- Giovanni Giacinto Achilli, Who,-and what, is Dr Achilli? A brief review of his origin, character, theological views, Christian experience: his imprisonment and deliverance: also, his speech at Exeter Hall... March 7, 1850.